# Ends With A Bullet
Ends With A Bullet är ett svenskt hårdrocksband, skapat i april 2013 av musikern och låtskrivaren Liam Espinosa. 2013 släppte bandet, då bestående av gitarristen Eric Bogren, Jimmie Strimell (ex-Nightrage, Dead by April) och Marcus Rosell (Dead by April) sin debut EP på Spotify till positiva reaktioner.. Deras release-gig ägde rum den 27 juli i Strömstad på Restaurang Skagerrak tillsammans med rockbandet Aggressive Chill.. Bandet stod utan trummis tills den 9 maj då Nidas Richmount officiellt blev värvad i konstellationen. År 2014 släppte Ends With A Bullet sin första LP Twenty Seven.  Inom kort anslöt sig den numer Göteborgsbaserade basisten Dee Castro.

## Medlemmar
Nuvarande medlemmar
- Liam Espinosa – kompgitarr, sång, scream
- Eric Bogren – gitarr
- Nidas Richmount – trummor
- Dee Castro – basgitarr

Tidigare medlemmar
- Jimmie Strimmell – growl
- Marcus Rosell – trummor

## Diskografi
- 2013 Ends With A Bullet (EP)[3]

1. Guiding Star
2. I'm Alive
3. Liar
4. Living Life On The Edge Of A Knife
5. Without You

- 2014 Twenty Seven (album)

1. My Faith
2. If I Fall
3. Since You've Been Away
4. Run
5. Change
6. Animal
7. Storm
8. My Last Day
9. I'm Alive
10. A Painful Addiction
11. Monster
12. Within My Heart

- 2017 Ends With A Bullet (album)

1. Crash And Burn
2. My Valentine
3. Coming Home
4. Overcome
5. Burn
6. Wake Up
7. Best Of Me
8. Last Goodbye
9. Losing Control
10. Bipolar
11. I Hate You
12. Rain On Me
13. Time After Time